# Stiffelio

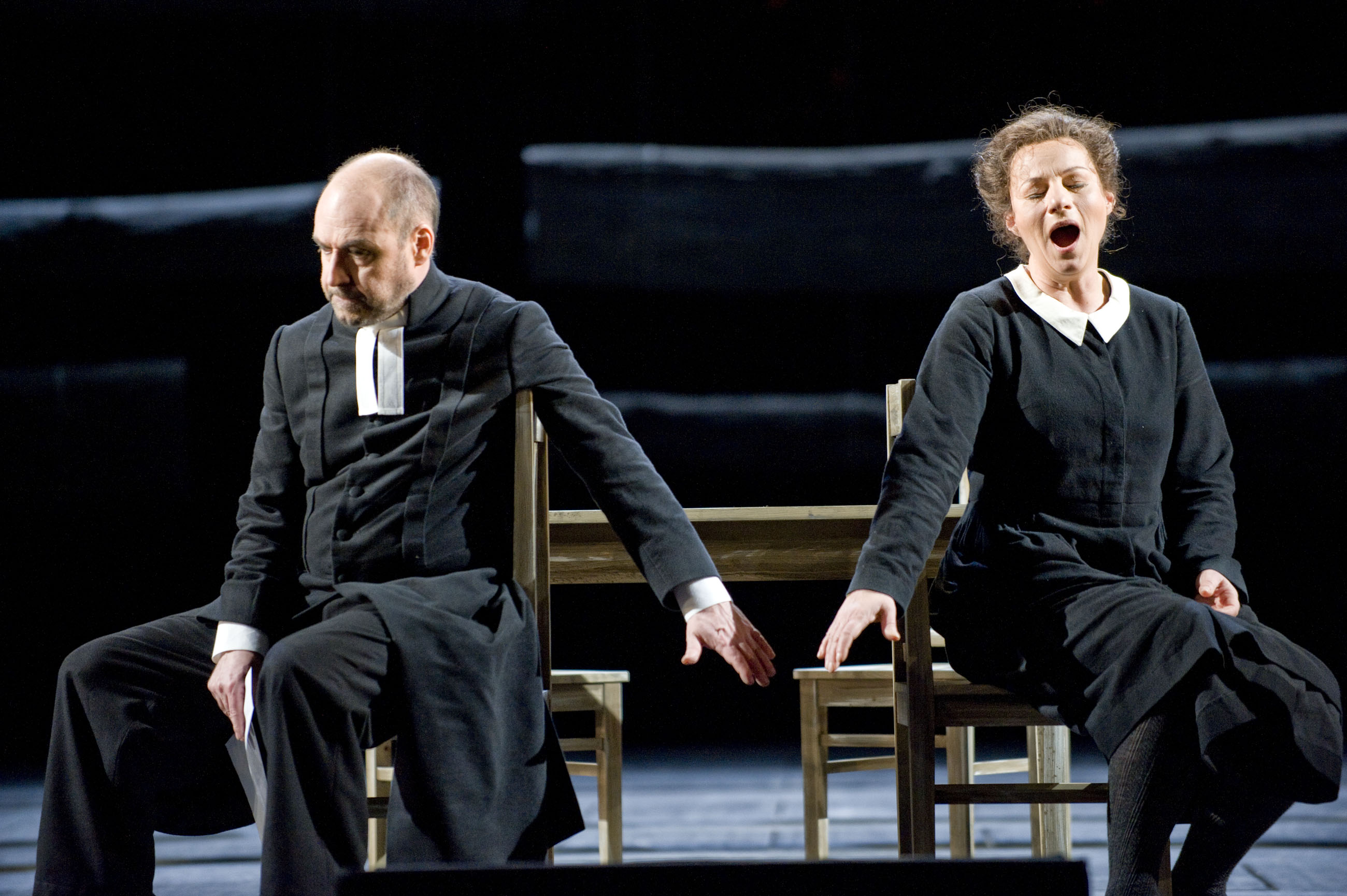
Lars Cleveman als Stiffelio en Lena Nordin als Lina (Koninklijke Opera, Stockholm).

Stiffelio is een opera in drie bedrijven van Giuseppe Verdi op een Italiaans libretto van Francesco Maria Piave, gebaseerd op het toneelstuk Le pasteur, ou L'évangile et le foyer van Émile Souvestre en Eugène Bourgeois.

## Uitvoeringsgeschiedenis en herzieningen
De première vond plaats in het Teatro Grande, Triëst op 16 november 1850.
De originele versie van Stiffelio stuitte op heftige censuur, aangezien het ging over een protestantse dominee met een overspelige echtgenote en een finale waarin hij haar vergeeft met woorden die letterlijk uit het Nieuwe Testament waren overgenomen. Er waren zelfs twee herziene versies van de opera, de eerste uit 1851, genaamd Guglielmus Wellingrode (waarin de held een Duitse Eerste Minister werd), en een tweede in 1857, de opera Aroldo in vier bedrijven, een nog radicalere verandering, waarin de held een Engelse kruisvaarder is, en de slotscène vervangen is door een geheel nieuw (vierde) bedrijf.

## Rolverdeling
- Stiffelio, een protestante dominee - tenor
- Lina, zijn echtgenote - sopraan
- Stankar, haar vader, een oudere kolonel en graaf - bariton
- Raffaele von Leuthold, Lina's minnaar - tenor
- Jorg, een oudere dominee - bas
- Dorotea, Lina's nicht - mezzosopraan
- Federico, Dorotea's minnaar - tenor

## Synopsis
Plaats van handeling: Stankar's kasteel bij de rivier Salzbach in Oostenrijk
Tijd: Het begin van de 19e eeuw

### Eerste bedrijf
Scène 1: De hal in het kasteel van graaf Stankar

Dominee Stiffelio vertelt dat een veerman hem een portefeuille heeft toevertrouwd van een man die die na een amoureus avontuur had verloren. In een daad van christelijke naastenliefde heeft hij dit bewijs van overspel vernietigd. Stankar krijgt argwaan wanneer Raffaele een briefje in een boek achterlaat voor zijn dochter Lina.
Scène 2: Dezelfde locatie enkele uren later

Ook dominee Jorg heeft de actie van Raffaele gezien, maar denkt hierbij aan Federico, de neef van Lina. Stankar verwijdert de notitie uit het boek.

### Tweede bedrijf
Een begraafplaats nabij het kasteel

Lina bezoekt het graf van haar moeder. Ze wijst de avances van Raffaele, die haar gevolgd is, af. Aanvankelijk had ze aan zijn verleidingen in een moment van zwakte toegegeven, maar ze heeft inmiddels spijt. Haar vader daagt Raffaelle uit voor een duel om de eer van zijn familie te redden. De nietsvermoedende Stiffelio probeert de beide mannen met elkaar te verzoenen. Als hij echter de ware toedracht hoort wordt hij verteerd door jaloezie en weigert Lina te vergeven.

### Derde bedrijf
Scène 1: Een kamer in het kasteel van graaf Stankar

Stiffelio eist van Lina dat ze haar keuze maakt, waarbij Rafaelle ongezien toehoorder is. Omdat Stiffelio zijn echtgenote nog steeds niet wil vergeven vraagt zij hem haar als dominee de biecht af te nemen. Stankar, die Raffaele betrapt en niet weet dat Stiffelio hem hiertoe gedwongen heeft, dood Raffaelle om de eer van de familie te redden.
Scène 2: Een kerk

Stiffelio moet een preek houden voor zijn kerkgemeente. Als hij de bijbel opent stuit hij op het verhaal van de overspelige vrouw. Dit brengt hem er toe zijn echtgenote ten overstaan van de gemeente te vergeven.

## Belangrijke aria's
- Vidi dovunque gemere - Stiffelio in het eerste bedrijf, scène 1
- A te ascenda, O Dio clemente - Lina in het eerste bedrijf, scène 1
- Ah v'appare in fronte scritto - Stiffelio in het eerste bedrijf, scène 1
- Di qua varcando sul primo albore - Stiffelio in het eerste bedrijf, scène 1
- Ah dagli scanni eternei - Lina in het tweede bedrijf, scène 1
- Perder dunque voi volete - Lina in het tweede bedrijf, scène 1
- Lina pensai che un angelo - Stankar in het derde bedrijf, scène 1
- O gioia inesprimibile - Stankar in het derde bedrijf, scène 1

## Geselecteerde opnamen
| Jaar | Rolverdeling (Stiffelio, Lina, Stankar)              | Dirigent, operagezelschap en orkest                                   | Label                                        |
| ---- | ---------------------------------------------------- | --------------------------------------------------------------------- | -------------------------------------------- |
| 1979 | José Carreras, Sylvia Sass, Matteo Manuguerra        | Lamberto Gardelli, ORF-Orchester en ORF-Chor                          | Audio CD: Philips ASIN: B00000E3VV           |
| 1993 | Plácido Domingo, Sharon Sweet, Vladimir Chernov      | James Levine, koor en orkest van de Metropolitan Opera                | DVD: Deutsche Grammophon Cat: 00440 073 4288 |
| 1993 | José Carreras, Catherine Malfitano, Gregory Yurisich | Edward Downes, koor en orkest van het Royal Opera House Covent Garden | DVD: Kultur Cat: D1497                       |

Noot: "Cat:" is een afkorting voor catalogusnummer van het label; "ASIN" is een referentienummer van amazon.com.